# Actinodaphne glabra
Actinodaphne glabra är en lagerväxtart som beskrevs av Carl Ludwig von Blume. Actinodaphne glabra ingår i släktet Actinodaphne och familjen lagerväxter. Inga underarter finns listade i Catalogue of Life.